# Wydział Ekonomiczny Uniwersytetu Technicznego w Koszycach
Wydział Ekonomiczny Politechniki Koszyckiej został założony 8 lipca 1992 decyzją Akademickiego Senatu Politechniki Koszyckiej. Wydział został utworzony w efekcie przekształcenia uczelni politechnicznej w pełnoprawny uniwersytet. Głównym zadaniem Wydziału jest rozwijanie wiedzy ekonomicznej i kształcenie w dziedzinie nauk ekonomicznych oraz przyczynianie się do rozwoju społecznego i ekonomicznego regionu poprzez prowadzenie badań naukowych oraz doradztwo. Według oficjalnego rankingu Ministerstwa Szkolnictwa Wyższego Republiki Słowackiej oraz oficjalnej akademickiej rankingowej i ratingowe agencji (ARRA), od 2011 do 2014 roku Wydział Ekonomiczny TUKE jest najlepszym wśród wszystkich słowackich ekonomicznych wydziałów (s. 28). 
Obecnie (2014) dziekanem Wydziału jest prof. Vincent Šoltés.

## Katedry Wydziału[6]
- Katedra finansów
- Katedra teorii ekonomicznych
- Katedra rozwoju regionalnego i zarządzania
- Katedra bankowości i inwestycji
- Katedra matematyki stosowanej i informatyki gospodarczej